# Warner Hastings (15e comte de Huntingdon)
Warner Francis John Plantagenet Hastings, 15e comte de Huntingdon, (8 juillet 1868 - 5 avril 1939) est un pair britannique et sous-lieutenant du comté de King, en Irlande.

## Famille
Hastings est né à St Stephen's Green, Dublin fils de Francis Power Plantagenet Hastings, 14e comte de Huntingdon et de Mary Anne Wilmot Westenra. Il succède à son père comme 15e comte de Huntingdon le 20 mai 1885.
Lord Huntingdon épouse Maud Margaret Wilson, fille de Samuel Wilson, le 11 juin 1892 à St George's, Hanover Square. Ils ont :
- Lady Maud Kathleen Cairnes Plantagenet Hastings (28 mars 1893 - 8 février 1965) épouse William Montagu Curzon-Herrick, fils du colonel Montagu Curzon (en) et Esmé Fitzroy, le 28 juillet 1916
- Lady Norah Frances Hastings (12 septembre 1894 - 1985) épouse Francis Needham (4e comte de Kilmorey), fils de Francis Charles Needham, 3e comte de Kilmorey et Ellen Constance Baldock, le 10 février 1920
- Lady Marian Ileene Mabel Hastings (15 septembre 1895 - 22 avril 1947) épouse le capitaine Patrick Keith Cameron, fils de Keith Cameron le 16 juillet 1918. Elle se remarie avec le capitaine John Walter Wilson Bridges, fils du contre-amiral Walter Bogue Bridges, en 1943.
- Francis Hastings (16e comte de Huntingdon) (30 janvier 1901 - 1990)

## Carrière
Il est page d'honneur à la Cour vice-royale d'Irlande entre 1880 et 1881, il occupe également le poste de sous-lieutenant du comté de King (aujourd'hui comté d'Offaly).
Il est nommé officier dans le 3e bataillon (milice) du régiment Leinster du prince de Galles et démissionne avec le grade de major en février 1900, mais est renommé au même grade le 4 juin 1901, et prend sa retraite comme lieutenant-colonel en 1905. Il sert de nouveau dans la Première Guerre mondiale.
Il est un maître de Fox Hounds aux chasses Ormond et East Galway en Irlande, et aux chasses Atherstone (Warwickshire) et North Staffordshire en Angleterre.
Lord Huntingdon s'installe en Angleterre en 1925, où il vit à Burton Hall, près de Loughborough, dans le Leicestershire. Il est mort en 1939, âgé de 70 ans et est enterré dans le cimetière paroissial de St Helen's, Ashby-de-la-Zouch.